# Chinchal
Chinchal, jedna od nekadašnjih bandi Yamel Indijanaca, porodica Kalapooian, koja je u prvoj polovici 19. stoljeća zajedno s bandom Champikle obitavala na Dallas Creeku, desnoj pritoci Willamette u blizini današnjeg Dallasa, okrug Polk, u Oregonu. Nestali.